# چقاپور عالی‌آباد
چقاپور عالی‌آباد ، روستایی از توابع بخش رومشکان شهرستان کوهدشت در استان لرستان ایران است.

## جمعیت
این روستا در دهستان رومشکان شرقی قرار دارد و براساس سرشماری مرکز آمار ایران در سال ۱۳۸۵، جمعیت آن ۶۵۹ نفر (۱۲۹خانوار) بوده‌است.